# Misterium męki Pańskiej w Poznaniu
Misterium Męki Pańskiej w Poznaniu – największy w Europie spektakl przedstawiający Misterium męki Pańskiej. Zostało stworzone przez grupę ludzi związanych z duszpasterstwem salezjanów w Poznaniu. Od początku reżyserem i liderem projektu był Artur Piotrowski, absolwent Szkoły Filmowej w Łodzi.

## Historia przedstawienia
Pierwsze misterium odbyło się w Poznaniu w 1998 roku. Kolejne odbywały się w Poznaniu latach 1999–2002, 2006–2010.
W roku 2011 misterium zostało wystawione tylko w Warszawie, a w 2012 w Poznaniu i w Warszawie (z tygodniowym odstępem czasu).
Jak podają autorzy przedstawienia, czynnie bierze w nim udział co roku 1000 osób: „trzystu aktorów, trzystu chórzystów, wraz z orkiestrą symfoniczną, trzystu harcerzy rozświetlających pochodniami Drogę Krzyżową oraz liczącą sto osób ekipę realizacyjną”.